# Vehicle de fuel flexible

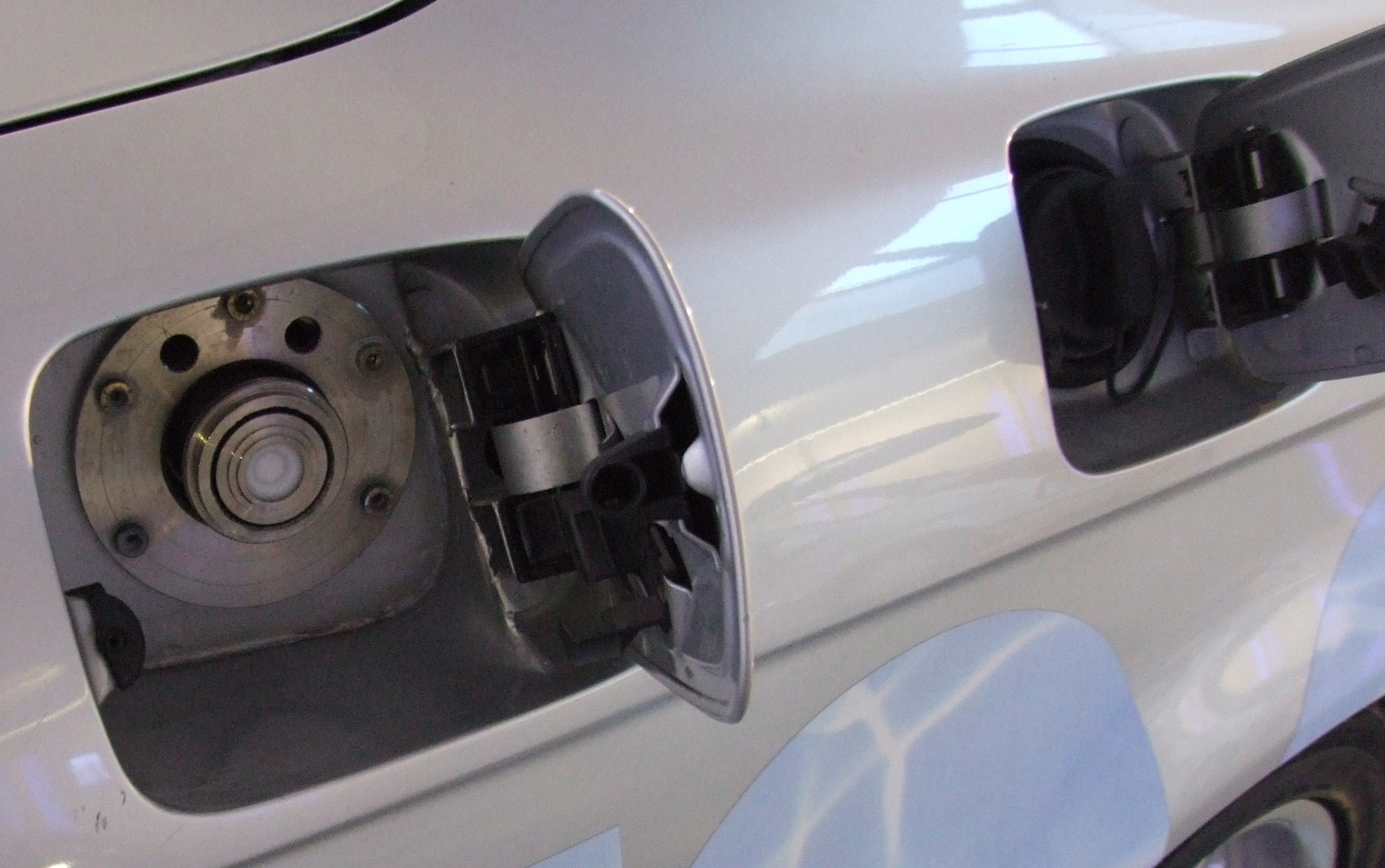
esquerra: filler neck of a BMW for hydrogen, right filler neck for fuel, Museum Autovision, Altlußheim, Alemanya

Un vehicle de fuel flexible també anomenat vehicle flexi-fuel és un automòbil que pot alternar dues fonts de combustible en el mateix motor, amb els respectius dipòsits i sistemes d'entrada.
- L'exemple típic és el cotxe amb motor de gasolina que admet la barreja amb bioetanol en graus diversos.
- Un altre exemple seria el cotxe que porta un dipòsit de gas natural i pot alternar-lo amb gasolina.

## Sistemes Dual / Bi-fuel
De manera diferent als sistemes de fuel dual que admeten un sol combustible a la vegada, els sistemes bi-fuel proporcionen ambdós fuels a la cambra de combustió simultàniament.

## Vehicles Flexi-fuel a Europa
Durant força temps el Ford Taurus va ser l'únic vehicle flexifuel a Suècia, que va ser el primer país a introduir l'E85, barreja d'etanol i gasolina, a Europa. El Ford Focus el va succeir.